# Клепач (село)
 Тази статия е за селото в Северна Македония.  За анатомичния орган вижте Клепач.  
Клепач (на македонска литературна норма: Клепач) е село в южната част на Северна Македония, община Прилеп.

## География
Селото е разположено в областта Пелагония.

## История
В XIX век Клепач е село в Прилепска кааза на Османската империя. В „Етнография на вилаетите Адрианопол, Монастир и Салоника“, издадена в Константинопол в 1878 година и отразяваща статистиката на населението от 1873 година, Клепач (Klépatch) е посочено като село с 37 домакинства със 167 жители българи.
Според статистиката на Васил Кънчов („Македония. Етнография и статистика“) от 1900 година селото има 204 жители, от тях 196 българи християни и 8 цигани.
На Етнографската карта на Битолския вилает на Картографския институт в София от 1901 година Клепач е чисто българско село в Прилепската каза на Битолския санджак с 28 къщи.
В началото на XX век българското население на селото е под върховенството на Българската екзархия. По данни на секретаря на екзархията Димитър Мишев („La Macédoine et sa Population Chrétienne“) през 1905 година в Клепач има 200 българи екзархисти.
Според преброяването от 2002 година селото има 160 жители, всички северномакедонци.
Вероятно през Първата световна война в село Клепач е поставена паметна плоча с имената на загиналите от четата на Велко Велков - Скочивирчето и надпис „Те умряха за свободата на Македония и обединението на България. Тоз, който падне в бой за свобода, той не умира“. През 2021 година паметникът е подменен с такъв на македонска литературна норма.

## Личности
Родени в Клепач
- Стрезо Милев (? - 1906), български революционер от ВМОРО
- Стоян Гьорчев (? - 1906), български революционер от ВМОРО

Починали в Клепач
- Велко Велков - Скочивирчето (1877 - 1906), български революционер от ВМОРО